# فیلیس شلفلی
فیلیس شلَفلی (انگلیسی: Phyllis Schlafly؛ زادهٔ ۱۵ اوت ۱۹۲۴-مرگ ۵ سپتامبر ۲۰۱۶) وکیل قانون اساسی بازنشسته، فعال، نویسنده، سخنران محافظه کار و مؤسس ایگل فوروم است. او به خاطر محافظه کاری سرسختانهٔ اجتماعی و سیاسی، ضدیتش با فمینیسم مدرن، و کارزار موفقش علیه تصویب متمم حقوق برابر به قانون اساسی آمریکا مشهور است. کتاب یک انتخاب نه یک بازتاب او منتشر شده در سال ۱۹۶۴، به عنوان مقابله‌ای با فرماندار جمهوریخواه نلسون راکفلر و طبقهٔ حاکم حزب جمهوریخواه شرقی کشور، بیش از ۳ میلیون نسخه فروش کرد.